# NGC 901
NGC 901 este o galaxie lenticulară situată în constelația Berbecul. A fost descoperită în 5 septembrie 1864 de către Albert Marth.